# Comuna Borș, Bihor
Borș (în maghiară Bors) este o comună în județul Bihor, Crișana, România, formată din satele Borș (reședința), Santăul Mare, Santăul Mic și Sântion.

## Demografie
Componența etnică a comunei Borș
     Maghiari (80,2%)
     Români (14,55%)
     Alte etnii (1,2%)
     Necunoscută (4,05%)
Componența confesională a comunei Borș
     Reformați (63,46%)
     Romano-catolici (14,08%)
     Ortodocși (11,48%)
     Baptiști (1,76%)
     Penticostali (1,43%)
     Martori ai lui Iehova (1,15%)
     Alte religii (1,92%)
     Necunoscută (4,71%)
Conform recensământului efectuat în 2021, populația comunei Borș se ridică la 4.267 de locuitori, în creștere față de recensământul anterior din 2011, când fuseseră înregistrați 3.946 de locuitori. Majoritatea locuitorilor sunt maghiari (80,2%), cu o minoritate de români (14,55%), iar pentru 4,05% nu se cunoaște apartenența etnică. Din punct de vedere confesional, majoritatea locuitorilor sunt reformați (63,46%), cu minorități de romano-catolici (14,08%), ortodocși (11,48%), baptiști (1,76%), penticostali (1,43%) și martori ai lui Iehova (1,15%), iar pentru 4,71% nu se cunoaște apartenența confesională.

## Politică și administrație
Comuna Borș este administrată de un primar și un consiliu local compus din 13 consilieri. Primarul, Géza Bátori[*], de la Uniunea Democrată Maghiară din România, este în funcție din 1996. Începând cu alegerile locale din 2024, consiliul local are următoarea componență pe partide politice:
|  | Partid                                 | Consilieri | Componența Consiliului | Componența Consiliului | Componența Consiliului | Componența Consiliului | Componența Consiliului | Componența Consiliului | Componența Consiliului | Componența Consiliului | Componența Consiliului | Componența Consiliului | Componența Consiliului | Componența Consiliului |
|  | -------------------------------------- | ---------- | ---------------------- | ---------------------- | ---------------------- | ---------------------- | ---------------------- | ---------------------- | ---------------------- | ---------------------- | ---------------------- | ---------------------- | ---------------------- | ---------------------- |
|  | Uniunea Democrată Maghiară din România | 12         |                        |                        |                        |                        |                        |                        |                        |                        |                        |                        |                        |                        |
|  | Partidul Național Liberal              | 1          |                        |                        |                        |                        |                        |                        |                        |                        |                        |                        |                        |                        |

## Atracții turistice
- Situl arheologic „Movila Mănăstirii” din satul Sântion (monument istoric sec. IX-XII)
- Păduricea de la Santău (sit de importanță comunitară inclus în rețeaua europeană Natura 2000 în România).